# George Bentham
George Bentham, född 22 september 1800 i Stoke nära Plymouth, Devon, död 10 september 1884 i London, var en brittisk botaniker, kanske den främsta botaniska systematikern under 1800-talet.

## Biografi

### Uppväxt
George Bentham föddes nära Plymouth. Hans far, sir Samuel Bentham, var ende bror till Jeremy Bentham. George Bentham hade anmärkningsvärt lätt att lära sig språk. Vid sju års ålder talade han franska, tyska och ryska och något senare lärde han sig svenska när han vistades i Sverige en kortare tid. När kriget mot Frankrike var slut gjorde Benthams en lång resa genom det landet. George studerade under två år hebreiska och matematik i Montauban. Därefter köpte sir Samuel en stor egendom i närheten av Montpellier, där familjen bosatte sig.
George Bentham blev sedermera intresserad av botanik och började studera detta ämne. Han fick då tag på ett exemplar av Augustin Pyrame de Candolles Flore française och intresserade sig för de tabeller för växtbestämning som fanns där. Han testade omedelbart tabellerna på den första växt han hittade och lyckades bestämma vilken art det var. Han fortsatte att bestämma växter på detta sätt. Vid ett besök i London 1823 lärde han känna flera framstående brittiska botaniker. Några år senare började han arbeta som sin farbrors, Jeremy Bentham, sekreterare. När Jeremy Bentham dog 1832 ärvde George hela kvarlåtenskapen. Året innan hade han även ärvt sin far. Detta medförde att George Bentham blev ekonomiskt oberoende och helt kunde ägna sig åt sina favoritämnen; botanik, juridik och logik.

### Akademisk karriär
Det första som Bentham publicerade var Catalogue des plantes indignes des Pyrenies et du Bas Languedoc (Paris, 1826). Detta verk kom till efter en resa till Pyrenéerna tillsammans med G.A. Walker Arnott (1799 - 1868), som senare blev professor i botanik vid universitetet i Glasgow. Det är intressant att se hur Bentham i sitt första verk följde en princip som han aldrig avvek från: han återgav ingenting i andra hand, utan skrev bara sådant han funnit själv. Efter detta skrev han ett antal artiklar om juridik och logik. 1836 publicerades hans Labiatarum genera et species. För att kunna skriva detta besökte han mellan 1830 och 1834 samtliga europeiska herbarier, några av dem fler än en gång. Nästa publicerade arbete var Commentationes de Leguminosarum generibus. Därefter ägnade han några år åt att bidra till Augustin Pyrame de Candolles Prodromus Systematis Naturalis Regni Vegetabilis, som totalt innehöll beskrivningar av ungefär 4 730 arter.
När George Bentham flyttade till London 1855 började han arbeta vid Kew Gardens, vilket han fortsatte med fram till sin död. Under 1857 ville den brittiska regeringen att det skulle ges ut floror på engelska där samtliga inhemska arter i de brittiska kolonierna och besittningarna skulle beskrivas. Bentham började med Flora Hongkongiensis 1861, vilket var första gången den då ganska okända kinesiska floran beskrevs. Därefter följde Flora Australiensis, som gavs ut i sju band mellan 1863 och 1878. Benthams största arbete var emellertid Genera Plantarum, ett samarbete med sir Joseph Dalton Hooker. Genera Plantarum påbörjades 1862 och var färdigt 1883.
Bentham blev Fellow of the Royal Society 1862 och invaldes 1871 som utländsk ledamot av Kungliga Vetenskapsakademien.
Han tilldelades Royal Medal 1859 och Clarkemedaljen 1879.
Auktorsnamnet Benth. kan användas för George Bentham i samband med ett vetenskapligt namn inom botaniken; se Wikipediaartiklar som länkar till auktorsnamnet.